# ヴォルフガング・シュタウテ
ヴォルフガング=ゲオルク=フリードリヒ・シュタウテ （Wolfgang Georg Friedrich Staudte、1906年10月9日 - 1984年1月19日）は、ドイツの映画監督。また、戦前は、俳優、声優としても活動した。
1945年以降、戦前におけるドイツの罪を念頭において、映画制作の活動を続けた。恐らく、同時期の映画監督ヘルムート・コイトナー（Helmut Käutner）と並んで、名を成したドイツの戦後の映画監督のうちで、唯一人と言って良いほど、戦後の、いわゆる郷土映画の娯楽性から、そして、戦後ドイツ社会の歴史を顧みない態度から距離を置きながら、芸術性の高い映画創作を貫き通そうとした映画監督であった。W.シュタウテの映画作品には、プロフェッショナルな職人気質の手腕を見せながら、政治的アンガジュマンを示す作品が多く、それが娯楽作品であったとしても、そこには、単なる娯楽では終わらない、社会問題を提示する何かしらの要素が伴なっていたのである。

## 生立ち・来歴
W.シュタウテは、俳優である両親フリッツ・シュタウテ（Fritz Staudte）とマティルデ・フィルマンス（Mathilde Firmans）の息子として、南西ドイツの都市ザールブリュッケンで生まれた。両親と伴に1912年にベルリンに移住した後は、そこで育つ。中等学校卒業証書を取得して学校を卒業すると、自動車整備工としての修行を始め、自動車レースに参加したりする。1923年から二年間、北ドイツの地方都市オルデンブルクにあるエンジニア・アカデミーで、工学の勉学をする。それを受けて、自動車会社メルツェデス・ベンツなどで二年間実習をする。
この職業教育を受けている中、両親の血を受けてか、俳優への道も取り始め、1926年から32年まで、W.シュタウテは、最初はエキストラとして、その後は、俳優として、ベルリンにある劇場（シフバウアーダム劇場、フォルクス・ビューネ劇場）の舞台に立つ。
映画俳優としては、世界恐慌が起こる1929年から活動を始め、翌年には、映画『嘆きの天使』で生徒役となる。
1930年には、アメリカ映画『西部戦線異常なし』の主役となる兵士フランツ・ケメリヒ（Franz Kemmerich）のドイツ語吹き替えを担当する。この時の体験が、若いW.シュタウテに大きな影響を与えたが、1933年1月にナチス党が政権を握ると、その年に、「進歩的活動」を行なったという理由で、一時、俳優として活動することの許可が取り消される。そのため、W.シュタウテは、生計を立てるために、声優やアナウンサーとしても活動し始めるが、40年代の初めまで、ナチス政権下でも、映画俳優として、20本以上の映画作品で役をもらっている。その中でも、とりわけ、ファイト・ハルラン（Veit Harlan）が監督した反ユダヤ主義プロパガンダ映画『ユダヤ人ジュース』（1940年作）でも、ある端役を担った。
W.シュタウテの映画監督としての活動自体は、1935年以降、コマーシャル映画を撮り始めてからで、40年代に入ると、半国営映画会社トービス映画芸術有限会社（Tobis Filmkunst GmbH）が新人監督タレント養成のために試し撮りさせたスタジオ映画を撮影したりしている。
1942／43年に、W.シュタウテは、ようやく初の長編劇映画『アクロバット　美しーーーい』のメガホンを取る。44年、彼が撮った映画『名前を盗まれた男』が、理由が分からないまま、禁止処分を受ける。それを受けて、W.シュタウテは、兵役免除の資格を失うこととなり、前線に送られる羽目に陥りかけていたところを、ベルリンのシラー劇場(Schillertheater)の総支配人であるハインリヒ・ゲオルゲ (Heinrich George)の精力的な働きかけにより、とりあえず兵役から免れたのであった。こうして、W.シュタウテは、H.ゲオルゲ主演の映画『あの娘ホアニータ』の監督となる。この作品は、戦時中は『女が海に落ちた』の題名で撮られていたが、戦後の1952年になって、題名が変えられて初上映されることとなる。

## 1945年以降の経歴
ソヴィエト軍軍政部（SMA）に検閲を受けて、W.シュタウテがその制作を許された劇映画作品『殺人者は我々の中にいる』（1946年作）は、戦後ドイツで撮られたドイツ映画の第一作目であり、DEFAドイツ映画株式会社・デーファの第一作目ともなる記念碑的作品である。
当時西ベルリンに住んでいたW.シュタウテは、戦後直後の45年から約10年間、西ベルリンに住みながらも東部ドイツでも仕事をするという「越境者」の立ち位置で、しかも、それは、49年以降は、東西に成立したドイツ両国家、すなわち、DDR（ドイツ民主共和国、東ドイツ）とBRD（ドイツ連邦共和国、西ドイツ）の、二つのドイツの国境線を越えてという形で、映画作家としての活動を続けた。
この時期は、東西冷戦の政治的緊張が高まる中、西ドイツでも数本の作品を発表しながらも、W.シュタウテの活動の中心は、東ドイツであった。DEFA製作の下、48/49年に『輪転/ローテーション』を、51年に『臣民』を発表する。この両作品は、『殺人者は我々の中にいる』に続く、W.シュタウテの政治・社会批判的作品の第二弾、第三弾となるもので、とりわけ、ハインリヒ・マン (Heinrich Mann)の、同名の原作を土台とする『臣民』では、W.シュタウテは、ドイツのプチ・ブル小市民が持つ、「上には媚びるが、下には威張りくさる臣民根性」を痛烈に風刺した。
この作品の初上映後、西ドイツの有力な週刊誌『デア・シュピーゲル』は、W.シュタウテを「政治的に幼稚な人間であり、気が狂った平和主義者」と揶揄した。本作は、1957年まで、西ドイツでの上映が禁止され、W.シュタウテ自身が「自己検閲」したカット版でようやく西ドイツでの「検閲」が通り、ミュンヘンで初上映が許される。そして、本作のノーカット版が西ドイツでテレビ放映されるまでには、制作後20年を待たなければならないことになる。
さらには、52年に西ドイツで映画『動物園の毒薬』を撮影中に、W.シュタウテは、西ドイツの連邦内務省から、DEFAでは今後は制作活動を行なわないと誓うように圧力を掛けられて、この映画の監督を降板させられると、今度は、DEFAの製作の下、再び東ドイツでの映画制作に関り、DEFAの児童映画カラー作品の第二弾となる『小さなムックの物語』を撮り終えて、これを53年に発表する。この作品は、世界的にもヒットして、成功を収める。
しかしながら、DEFAとの軋轢は、すでに48/49年頃よりあり、55年には、W.シュタウテは、DEFAとの仕事を最終的に打ち切ることになるが、彼の、この決断の決定的な要因は、高名な演劇作家ベルトルト・ブレヒト (Bertolt Brecht)との映画制作上での確執であった。
B.ブレヒトが書いた叙事的演劇『肝っ玉おっ母とその子どもたち』の映画化は、B.ブレヒト自身が望んだこともあり、すでに、47年からその話しが出ていた。色々な経緯を経て、51年にW.シュタウテもこの映画化に関わることになるが、原作者であるB.ブレヒトの発言力が大きく、中々映画化への具体化が進まなかった。実は、53年発表の映画『小さなムックの物語』の制作も、この間の間隙を縫う形で撮影が進められたものであった。54年には、新しい契約が結ばれて、今度は、DEFAの意向もあり、フランスのスター女優シモーヌ・シニョレ（軍隊に付いて歩く娼婦Yvette役）と、同じくフランスの性格俳優ベルナール・ブリエー（料理人役）を迎えて、シネマスコープ版のカラー歴史映画大作を制作しようということになったのである。しかし、自分の舞台芸術の美的センスを蹂躙されると感じたB.ブレヒトが抗議し、これは、当時の東ドイツの首脳部、文化大臣も巻き込んでの、係争問題と発展した。結局、関係者の折り合いが合わず、55年8月に撮影をし始めて、約20分程度のシーンを撮ったところで、この作品は撮影中止となった次第である。
それまでの経緯もあり、西ドイツに活動の場を移したW.シュタウテには中々自分の撮りたい映画制作に掛かるチャンスが恵まれなかった。このこともあり、58年には、同僚とも言える監督のハラルト・ブラウン（Harald Braun）とヘルムート・コイトナーと共同で、映画制作会社「自由映画制作有限会社」を立ち上げる。同じ年、W.シュタウテは、女優イングマール・ツァイスベルク（Ingmar Zeisberg）と結婚する。59年に発表した劇映画作品『検事にバラを』は、映画批評からも、また、観衆からも好意的に迎えられたヒット作となる。この作品は、西ドイツで1950年代で撮られた作品の中で、ナチス時代の問題（ナチス時代にその体制を担った人間が戦後も悠々とその社会的威信を享受しているという問題）をテーマとした、数少ない一本であった。本作に対し、翌年の60年には、連邦映画賞が授与されたが、W.シュタウテ自身は、この賞を受けることを拒否した経緯がある。
この作品『検事にバラを』を以って、W.シュタウテの、政治・社会批判的映画の、第二期における第一弾が撮られたことになる。これを受けて、60年には、終戦直前の脱走兵の問題を扱う『教会堂祭』が、64年には、ギリシャでのドイツ国防軍による村民虐殺を扱う『旦那連』が、その第二弾、第三弾として発表される。経済復興の「奇跡」を成し遂げ、今や、「先進国」の仲間入りをした西ドイツ社会は、今更戦時中の戦争犯罪を思い起こさせる、この作品には、拒絶反応を示す：
「政治風刺と、運命の悲劇との間を行き来しながら、この、俳優陣によって極めて良質に演じられた本作は、ドイツとギリシャの両国民の間に横たわる、未だに越えられていない過去の問題の解決への、極めて特筆すべき貢献であろう。しかし、この点にもまして興味深いのは、本作に対する当時の反応である。当時において、本作は、「古巣の汚辱」（Nestbeschutzer：自分の古巣たる西ドイツ国家を、悪意を持って汚す行為）と貶められ、これを以って、W.シュタウテの、アンガジュマンを示す社会批評家としての歩みを終わらせることになったのである。」
しかも、1962年のオーバーハウゼン・マニフェスト（Oberhausener Manifest）で、西ドイツの若手の映画作家達が担うニュー・ジェネレーションは、「パパの映画は死んだ！」と宣言し、自らの「現代の映画」への要請が何であるかを定式化していた。それ故に、W.シュタウテは、60年代末には、時代遅れの監督と見做されるに至るのである。
そのような展開もあり、68年にW.シュタウテは、制作会社シネ・フォーラムCineforum有限会社を設立し、映画『秘め事』を制作するものの、不発に終わり、彼は、終生に亘る負債を負うこととなる。
これ以降、負債返済のために、テレビ映画の制作で仕事をせざるを得なくなり、68年においても、「私は、テレビとは壊れた関係にある。あの小人の運命に、私が、ことさらの興味を持っているわけではない。」と言っていたW.シュタウテは、幾多のテレビ映画を撮ることになる。例えば、2023年現在でも続いている犯罪テレビ映画シリーズ『事件現場』(Tatort)を1973年、76年、77年、79年、80年、84年と、それぞれ単発で撮っていたり、八回連続冒険テレビ映画シリーズ『オオカミウオ Der Seewolf』などは、テレビ映画とは、このような質的レベルを持つべきであるという基準を定立した作品となった。
1975年、ドイツ映画界にとって、その長年に及ぶ、特筆に値する功績を讃えて、映画リボン金賞(Filmband in Gold)がW.シュタウテに授与される。また、その三年後には、功労十字勲章（ドイツ連邦共和国功労勲章の一つ）が授与される。W.シュタウテは、その死に至るまで長年、ベルリンにあるシュテークリッツSteglitz区に居住した。84年1月19日に、彼の最後のテレビ映画シリーズとなる『鉄の道』のロケ撮影において、心臓麻痺で死亡する。享年77歳であった。彼の遺灰は、同年3月3日、北海の海上で海に撒かれた。

## 死没後
- 世界三大国際映画祭の一つに数えらるベルリン国際映画祭ベルリナーレ（Berlinale）の枠組みにおいて、1990年から2006年までは、若手映画作家のための国際フォーラムで上映された優秀作品に、W.シュタウテのドイツ映画史における功績を讃えて、「ヴォルフガング・シュタウテ賞」が授与された。[8] 日本人としては、1991年にイワモトケンチ監督の『菊池』が、96年に篠崎誠監督の『おかえり』が、2001年に新藤風監督の『Love/Juice』が、この賞を受賞している。
- 生誕百年となる2006年10月9日には、その生地であるザールブリュッケン市マインツ通り11番地（Mainzer Straße 11）の生家の壁に掛けられた記念銘板の除幕式が執り行われ、その銘板には、「怯懦（きょうだ）こそ、どのような国家形態も独裁に導く」[9]と刻まれている。
- 2016年4月11日には、ザールブリュッケン市の中央駅付近に、W.シュタウテ広場が設置され、同時に、この広場に、彼の功績を偲んで、この地の文化政策協会が、ドイツ語、英語、フランス語の三ヵ国で明記された鉄柱碑を立てている。[10]
- ベルリンに近いポツダム市のドレーヴィッツ（Drewitz）地区には、「W.シュタウテ通り」と冠した通りがある。

## 劇場映画

### 監督作品
- 1933: Ein jeder hat mal Glück (人は誰でも一度は幸運を得るもの、短編、20分)
- 1936: Zwischen Sahara und Nürburgring (サハラ砂漠とニュルブルクリンクの間、ドキュメンタリー映画)
- 1937: Deutsche Siege in drei Erdteilen (三大陸でのドイツの勝利、ドキュメンタリー映画)
- 1937: Schnelle Straßen (自動車専用道路、ドキュメンタリー映画)
- 1941: Ins Grab kann man nichts mitnehmen（墓場には何も持っては行けない）
- 1943: Akrobat schö-ö-ö-n（アクロバット、美しーーーい）
- 1943: Ich hab’ von dir geträumt（僕、君のことを夢見たよ）
- 1944: Der Mann, dem man den Namen stahl（名前を盗まれた男）
- 1945: Das Mädchen Juanita (1952年上映時の題名『あの娘ホアニータ』、44／45年時の題名は『Frau über Bord：女が海に落ちた』)
- 1946: 殺人者は我々の中にいる（Die Mörder sind unter uns）
- 1948: Die seltsamen Abenteuer des Herrn Fridolin B.（フリドリン・B氏の奇妙な冒険）
- 1948: Rotation（ローテーション/輪転）
- 1949: Schicksal aus zweiter Hand（セカンドハンドの運命）
- 1951: Fünf Mädchen und ein Mann (五人の娘と一人の男、英語題名：A Tale of Five Cities) (共同監督作品)
- 1951: Der Untertan（臣民）
- 1951: Gift im Zoo (動物園の毒薬、W.シュタウテの名前は挙げられていない)
- 1953: 小さなムックの物語（Die Geschichte vom kleinen Muck）
- 1954: Leuchtfeuer（灯台の灯り；東ドイツでW.シュタウテが最後に撮った作品）
- 1955: Ciske – ein Kind braucht Liebe (ツィスケ – 子供には愛がいるもの；オランダ語題名 Ciske de rat)
- 1955: Mutter Courage und ihre Kinder（肝っ玉母さんとその子どもたち；未完成）
- 1957: 枯葉（Rose Bernd：ローゼ・ベルント）
- 1957: Madeleine und der Legionär（マドレーヌと外人部隊兵）
- 1958: Der Maulkorb（口枷）
- 1958: Kanonenserenade (キャノン砲セレナーデ；イタリア語題名：Pezzo, Capopezzo e Capitano – Serenata a un Cannone)
- 1959: Rosen für den Staatsanwalt（検事にバラを）
- 1960: Kirmes（教会堂祭）
- 1960: Der letzte Zeuge（最後の証人）
- 1962: Die glücklichen Jahre der Thorwalds (トーアヴァルド家の幸福な年月；John Oldenとの共同監督作品)
- 1963: 三文オペラ（Die Dreigroschenoper、B.ブレヒトの原作『三文オペラ』による）
- 1963: Herrenpartie（旦那連）
- 1964: Das Lamm（子羊）
- 1966: Ganovenehre（小悪党の栄誉）
- 1968: Heimlichkeiten（秘め事）
- 1969: Die Herren mit der weißen Weste（白いチョッキの紳士達）
- 1971: Fluchtweg St. Pauli – Großalarm für die Davidswache（逃げ道：聖パウリ – ダーヴィット見張り所の緊急警報）
- 1978: 鉄路に消えた女（Zwischengleis：中間プラットホーム；劇映画としてはW.シュタウテ最後の作品）

(注：ドイツ語版では、1943年作の『Akrobat schö-ö-ö-n（アクロバット、美しーーーい）』以降、78年までのすべての作品にドイツ語のリンクが付いているので、これらの作品の概要を知りたい場合には、本ページをドイツ語版に換えて、該当の映画作品をクリックすると、更なる情報が見られる。そこから、更に英語版に換えることも、全てではないが、出来る。尚、ドイツ語版でのテレビ映画監督作品、出演した映画作品、さらに、舞台で演じた演劇作品と役柄は、日本語の本ページの情報としては、それほど重要ではないのでカットした。）

## 顕彰
- 1951年：映画『臣民』に対して、東ドイツ・国民賞二等が授与される。
- 1951年：映画『臣民』が、旧チェコスロヴァキアにあるKarlovy Varyカルロヴィ・ヴァリ（ドイツ語名：カールスバードKalrsbad）で開催されるカルロヴィ・ヴァリ国際映画祭で、「社会的進歩のための闘い」と名付けられた賞を授与される。
- 1955年：ヴェネツィア国際映画祭において、映画『Ciske』が、「銀獅子」賞を獲得する。
- 1960年：カルロヴィ・ヴァリ国際映画祭において、映画『検事にバラを』が大賞第一位を獲得する。
- 1975年：西ドイツの映画リボン金賞が、ドイツ映画の発展のために本人がなした功績を讃えて、W.シュタウテに授与される。
- 1978年：ドイツ連邦共和国功労勲章の内で、功労大十字勲章と呼ばれる勲章がW.シュタウテに授与される。
- 1979年：モスクワ国際映画祭において、映画『鉄路に消えた女』が賞を獲得する。
- 1984年：映画文化の発展に貢献した人物にデュッセルドルフ市が授与するヘルムート・コイトナー賞（ドイツ語版）が、W.シュタウテの死後、送られる。
- 2011年：ベルリンにある「スターの大通り」（ドイツ語版）上に、W.シュタウテに贈られた「スター（星）」が付け加えられる。

## 文献リスト
（以下、ドイツ語のみ）

### W.シュタウテの共著：
- Wolfgang Staudte, Hein Heckroth Günter Raguse: Die Dreigroschenoper 63. Werkbuch zum Film, Laokoon-Verlag,　München 1964（1963年制作の、W.シュタウテ監督の映画『三文オペラ』についての作品解説書）

### W.シュタウテについての著作：
- Wolfgang Jacobsen: Staudte, Wolfgang. In: Neue Deutsche Biographie (NDB). Band 25（第二十五巻）, Duncker & Humblot, Berlin 2013, ISBN 978-3-428-11206-7, 89頁 (Digitalisat)

- Horst Knietzsch: Wolfgang Staudte. Henschelverlag, Berlin 1966（W.シュタウテの60歳の誕生日に当たり出版）
- Malte Ludin: Wolfgang Staudte. Reinbek 1996（W.シュタウテの90歳の誕生年に当たり、W.シュタウテの死後に出版）
- Egon Netenjakob (他): Staudte. [Edition Filme 6], Berlin 1991
- Eva Orbanz: Wolfgang Staudte. Spiess, Berlin 1977（同名の著者の下記の著作の改訂版、映画初上映時の批評があり、その当時の、作品を巡る状況を知るのに有意義である。）
- Eva Orbanz: Wolfgang Staudte. Stiftung Deutsche Kinemathek, Berlin 1974
- Hans Günther Pflaum, Hans Helmut Prinzler: Film in der Bundesrepublik Deutschland – Der neue deutsche Film. Fischer Taschenbuch, Frankfurt am Main 1982（ニュー・ジャーマン・シネマについての著作）
- Helma Sanders: Wir haben ihn allein gelassen. In: Hans Günther Pflaum (編): Jahrbuch Film 1984/85. Verlag Carl Hanser, München/Wien 1985（ヘルマ・サンダース＝ブラームスは、ニュー・ジャーマン・シネマ世代の女性監督として有名になった人物で、その代表作は、1980年制作の『ドイツ・青ざめた母 Deutschland bleiche Mutter』である。）
- Ralf Schenk: Staudte, Wolfgang. In: Wer war wer in der DDR? 5. Ausgabe. Band 2（第五版、第二巻）, Ch. Links, Berlin 2010, ISBN 978-3-86153-561-4（ドイツ民主共和国DDRについての人物事典）
- Ralf Schenk: Die gescheiterte Courage – Notizen zur Werkgeschichte eines großen Filmprojekts von Bertolt Brecht und Wolfgang Staudte. In: film-dienst, 03/1998（『肝っ玉おっ母とその子どもたち』の映画化にまつわる著作）

- Uschi und Andreas Schmidt-Lenhard (編): Courage und Eigensinn. Zum 100. Geburtstag von Wolfgang Staudte. Röhrig-Universitätsverlag, St. Ingbert 2006, ISBN 3-86110-415-6 (DEFA財団の著作シリーズの一冊で、編者の一人Uschi Schmidt-Lenhardは、2023年10月時点で、W.シュタウテの生地ザールブリュッケンにある、ヴォルフガング・シュタウテ協会の会長である。)
- Jörg Schöning: Wolfgang Staudte – Schauspieler, Regisseur. In: CineGraph – Lexikon zum deutschsprachigen Film, Lieferung 20, 1992
- Ulrike Weckel: Begrenzte Spielräume. Wolfgang Staudtes Filme und deren Rezeption im Kalten Krieg. In: Thomas Lindenberger (編): Massenmedien im Kalten Krieg. Akteure, Bilder, Resonanzen (= Zeithistorische Studien, Bd. 33). Köln/Weimar/Wien 2006, 25–47頁（W.シュタウテの映画作品が冷戦時代にいかに受容されたかをテーマとする論文）
- Kay Weniger: Das große Personenlexikon des Films. Die Schauspieler, Regisseure, Kameraleute, Produzenten, Komponisten, Drehbuchautoren, Filmarchitekten, Ausstatter, Kostümbildner, Cutter, Tontechniker, Maskenbildner und Special Effects Designer des 20. Jahrhunderts. Band 7（第七巻）: R – T. Robert Ryan – Lily Tomlin, Schwarzkopf & Schwarzkopf, Berlin 2001, ISBN 3-89602-340-3, 447 ff.頁（20世紀の映画関連の人物大事典）

### 新聞記事：
何れもW.シュタウテの生誕百年を記念して書かれたもの
- Matthias Heine: Anstößige Geschichten. In: Die Welt, 9. Oktober 2006
- Ralf Schenk: Feigheit macht jede Staatsform zur Diktatur. Zum 100. Geburtstag von Wolfgang Staudte. In: Berliner Zeitung, 7. Oktober 2006
- Michael Wenk: Der Unbestechliche. Zum 100. Geburtstag des Regisseurs Wolfgang Staudte. In: Neue Zürcher Zeitung, 6. Oktober 2006